# Coordenadas cilíndricas parabólicas

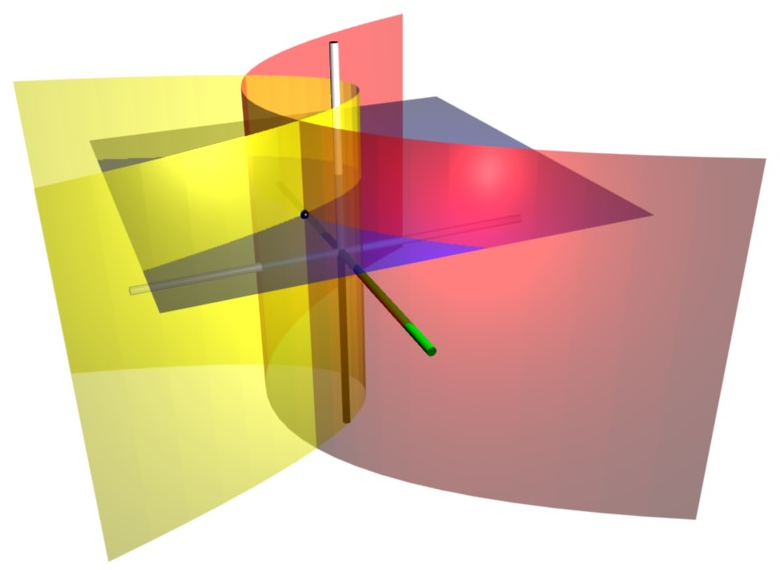
Superfícies coordenadas das coordenadas cilíndricas parabólicas. O cilindro parabólico vermelho corresponde a σ = 2, enquanto o cilindro parabólico amarelo corresponde a τ = 1. O plano azul corresponde a z= 2. Estas superfícies se cruzam no ponto P (mostrado como uma esfera preta), cujas coordenadas cartesianas são aproximadamente (2, -1,5, 2).

Em matemática, as coordenadas cilíndricas parabólicas  são um sistema de coordenadas ortogonais tridimensionais que resultam da projeção do sistema de coordenadas parabólicas bidimensional na direção perpendicular a {\displaystyle z}. Assim, as superfícies coordenadas são cilindros parabólicos confocais. As coordenadas cilíndricas parabólicas possuem inúmeras aplicações como, por exemplo, na teoria potencial das arestas.

## Definição básica

Sistema de coordenadas parabólicas mostrando as curvas com σ e τ constantes. Os eixos horizontal e vertical são as coordenadas x e y, respectivamente. Tais coordenadas são projetadas ao longo do eixo z, e assim este diagrama vale para qualquer valor da coordenada z.

As coordenadas cilíndricas parabólicas {\displaystyle (\sigma ,\tau ,z)} são definidas em termos das coordenadas cartesianas (x,y,z)  por:
{\displaystyle x=\sigma \tau \,}
{\displaystyle y={\frac {1}{2}}\left(\tau ^{2}-\sigma ^{2}\right)}
{\displaystyle z=z\,}
As superfícies com {\displaystyle \sigma } constante formam cilindros parabólicos confocais de equações
{\displaystyle 2y={\frac {x^{2}}{\sigma ^{2}}}-\sigma ^{2}}
com concavidade voltada para a direção {\displaystyle +y}, ao passo que as superfícies com {\displaystyle \tau } constante formam cilindros parabólicos confocais de equações
{\displaystyle 2y=-{\frac {x^{2}}{\tau ^{2}}}+\tau ^{2}}
com concavidade voltada para a direção oposta, isto é, na direção {\displaystyle -y}. Os focos de todos estes cilindros parabólicos estão localizados ao longo da reta definida por {\displaystyle x=y=0}. O raio r tem uma equação simples, a saber,
{\displaystyle r={\sqrt {x^{2}+y^{2}}}={\frac {1}{2}}\left(\sigma ^{2}+\tau ^{2}\right)}
que é útil na resolução da equação de Hamilton-Jacobi em coordenadas parabólicas para o problema da forca central inversa ao quadrado da distância, da mecânica. Para mais detalhes, ver o artigo vetor de Laplace-Runge-Lenz.

## Fatores de escala
Os fatores de escala para as coordenadas cilíndricas parabólicas {\displaystyle \sigma } e {\displaystyle \tau } são:
{\displaystyle h_{\sigma }=h_{\tau }={\sqrt {\sigma ^{2}+\tau ^{2}}}}
{\displaystyle h_{z}=1\,}
O elemento infinitesimal de volume é
{\displaystyle dV=h_{\sigma }h_{\tau }h_{z}=\left(\sigma ^{2}+\tau ^{2}\right)d\sigma d\tau dz}
e o laplaciano é igual a
{\displaystyle \nabla ^{2}\Phi ={\frac {1}{\sigma ^{2}+\tau ^{2}}}\left({\frac {\partial ^{2}\Phi }{\partial \sigma ^{2}}}+{\frac {\partial ^{2}\Phi }{\partial \tau ^{2}}}\right)+{\frac {\partial ^{2}\Phi }{\partial z^{2}}}}
Outros operadores diferenciais tais como {\displaystyle \nabla \cdot \mathbf {F} } e {\displaystyle \nabla \times \mathbf {F} } podem ser expressos nas coordenadas {\displaystyle (\sigma ,\tau )} substituindo-se os fatores de escala nas fórmulas gerais em coordenadas ortogonais.

## Harmônicos cilindro parabólico
Uma vez que todas as superfícies com σ, τ and z  são conicóides, a equação de Laplace é separável em coordenadas cilíndricas parabólicas. Usando a técnica da separação de variáveis, uma solução independente para a equação de Laplace pode ser escrita como:
{\displaystyle V=S(\sigma )\,T(\tau )\,Z(z)}
E a equaçao de Laplace, ao ser dividida por V , é escrita como:
{\displaystyle {\frac {1}{\sigma ^{2}+\tau ^{2}}}\left[{\frac {\ddot {S}}{S}}+{\frac {\ddot {T}}{T}}\right]+{\frac {\ddot {Z}}{Z}}=0}
Uma vez que a equação em Z  está separada dos outros termos, podemos escrever
{\displaystyle {\frac {\ddot {Z}}{Z}}=-m^{2}}
Onde m  é constante. A solução para Z(z) é:
{\displaystyle Z_{m}(z)=A_{1}\,e^{imz}+A_{2}\,e^{-imz}\,}
Substituindo {\displaystyle -m^{2}} por {\displaystyle {\ddot {Z}}/Z} , a equação de Laplace agora pode ser escrita como:
{\displaystyle \left[{\frac {\ddot {S}}{S}}+{\frac {\ddot {T}}{T}}\right]=m^{2}(\sigma ^{2}+\tau ^{2})}
Ainda podemos separar as funções S  e T  e introduzir uma constante {\displaystyle n^{2}} para obter:
{\displaystyle {\ddot {S}}-(m^{2}\sigma ^{2}+n^{2})S=0}
{\displaystyle {\ddot {T}}-(m^{2}\tau ^{2}-n^{2})T=0}
As soluções para essas equaçoes são as funções cilindro parabólico
{\displaystyle S_{mn}(\sigma )=A_{3}\,y_{1}(n^{2}/2m,\sigma {\sqrt {2m}})+A_{4}\,y_{2}(n^{2}/2m,\sigma {\sqrt {2m}})}
{\displaystyle T_{mn}(\tau )=A_{5}\,y_{1}(n^{2}/2m,i\tau {\sqrt {2m}})+A_{6}\,y_{2}(n^{2}/2m,i\tau {\sqrt {2m}})}
Os harmônicos cilindro parabólico para (m,n) são então o produto das soluções. A combinação reduz o número de constantes e a solução geral para a equação de Laplace pode ser escrita como:
{\displaystyle V(\sigma ,\tau ,z)=\sum _{m,n}A_{mn}S_{mn}T_{mn}Z_{m}\,}

## Aplicações
As aplicações clássicas das coordenadas cilíndricas parabólicas encontram-se na resolução de equações diferenciais parciais, como por exemplo a equação de Laplace ou a equação de Helmholtz, para as quais essas coordenadas permitem a utilização da técnica de separação das variáveis. Um exemplo típico seria o [[campo eletrico em torno de uma placa plana semi-infinita condutora.